# Kazuma Takai
Kazuma Takai (高井 和馬 Takai Kazuma?), född 5 augusti 1994 i Chiba prefektur, är en japansk fotbollsspelare.
Takai började sin karriär 2017 i Thespakusatsu Gunma. Efter Thespakusatsu Gunma spelade han för Tokyo Verdy och Renofa Yamaguchi FC.